# Cucina emiratina

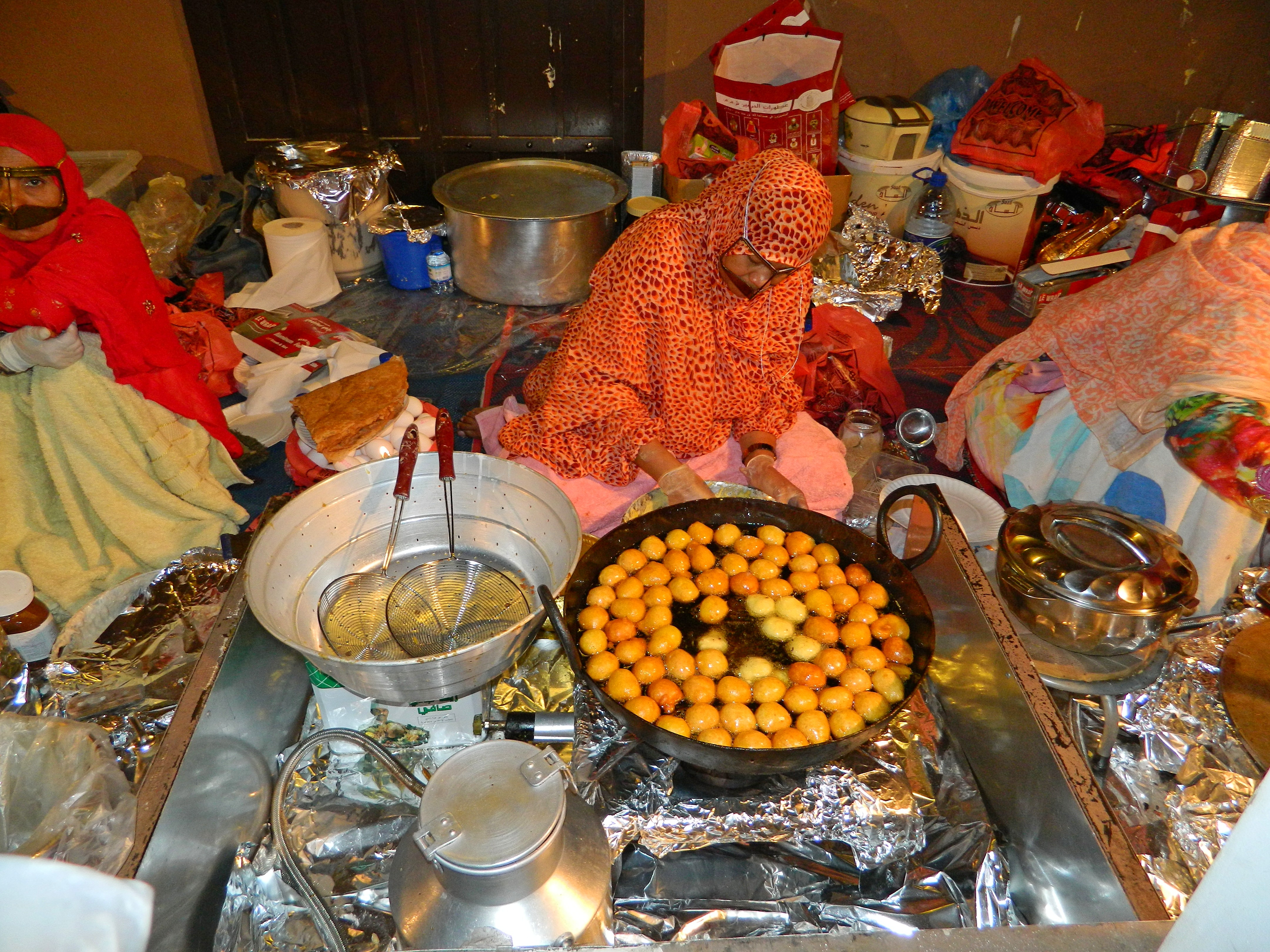
Donne emiratine dedite alla cucina

La cucina emiratina comprende le abitudini culinarie degli Emirati Arabi Uniti. Essa è parte della cucina araba e risente particolarmente delle influenze della cucina libanese, nonché di quelle marocchina, tunisina, egiziana ed iraniana.

## Caratteristiche generali
Le materie prime utilizzate nella preparazione dei cibi possono variare a seconda della zona che si prende in considerazione. Se lungo la costa si è sviluppata una notevole tradizione peschereccia, nelle aree più interne è fortemente presente la tradizione culinaria beduina, fatta di datteri, latte e carne di cammello. Il consumo di carne di maiale è vietato dalla religione islamica. Le spezie, ereditate dai contatti con l'Iran e gli altri paesi del Medio Oriente nel corso dei secoli, sono frequentemente utilizzate. Tra queste vi sono cannella, curcuma, zafferano, frutta secca e limetta essiccata.
Il mezze è una sorta di antipasto tipico del Medio Oriente che include una serie di piatti accompagnati da pane arabo, insalata o sottaceti. Tra le specialità incluse vi possiamo trovare l'hummus, una crema a base di ceci, olio d'oliva e aglio, il tabouleh, ovvero il cosiddetto "grano spezzato" condito con prezzemolo e menta, il fatoush, un'insalata di lattuga, pomodori e pane, e i fattayer, dei fagottini ripieni di formaggio e spinaci.
Tra i piatti più popolari negli Emirati Arabi Uniti si annoverano l'harees, un porridge fatto con carne e grano, il tharid, uno stufato di carne e verdure versato su in tipo di pane chiamato ragaag, e il khouzi, un piatto tipico delle feste che consiste in carne di agnello ripiena di riso, uova, cipolla, frutta e noci, per poi essere cotta al forno e servita sul riso. Altri piatti di carne sono lo shawarma, delle fette di agnello o pollo cotte su uno spiedo e servite all'interno di una pita con tahina, il mansaf, un classico piatto beduino, i kibbeh, delle polpettine fatte con carne macinata, pinoli e bulgur, nonché svariati tipi di kebab. Popolarissimi sono i falafel, fatti con ceci e semi di sesamo.
I dolci più diffusi sono la baklava, fatta con pasta fillo, miele e pistacchi, e l'Umm Ali, un dolce a strati fatto con latte, pane, uva passa e noci. Sono disponibili diversi tipi di succhi di frutta.